# Borja Fernández (voetballer, 1981)
Borja Fernández Fernández (Ourense, 14 januari 1981) is een Spaans voormalig voetballer die als defensieve middenvelder speelde.

## Loopbaan
Fernández doorliep de jeugdopleiding van Real Madrid en debuteerde in 2003 in het eerste team. Hij kwam, voornamelijk als invaller,  regelmatig in het team maar een echte doorbraak bleef uit. In het seizoen 2005/06 werd hij verhuurd aan Mallorca maar ook dat was geen succes. Hij ging medio 2006 naar Real Valladolid dat uitkwam in de Segunda División waarmee hij kampioen werd. Hierna speelde hij nog drie seizoenen in de Primera División voor de club die in 2010 degradeerde. Fernández vervolgde zijn loopbaan bij Getafe. Daar kwam hij minder aan bod en in het seizoen 2011/12 speelde hij op huurbasis voor Deportivo La Coruña waarmee hij kampioen werd in de Segunda División. Een vaste waarde bij Getafe werd hij niet en alleen in zijn laatste seizoen (2013/14) speelde hij geregeld.
In juli 2014 was hij de eerste aankoop van Atlético de Kolkata dat in de nieuwe Indian Super League ging spelen. Hij werd in 2014 kampioen met de club. Ook in de seizoenen 2015 en 2016 speelde hij in India voor Atlético de Kolkata en ook in 2016 werd hij kampioen. Tussendoor kwam hij in de Primera División uit voor Eibar en voor Valladolid in de Segunda División. De eerste helft van 2017 speelde hij voor Almería in de Segunda División. Medio 2017 ging Fernández voor de derde keer aan de slag bij Valladolid waar hij aanvoerder werd. Met de club promoveerde hij in het seizoen 2017/18 naar de Primera División. Nadat de club zich in het seizoen 2018/19 met een zestiende plaats wist te handhaven, beëindigde Fernández zijn loopbaan.